# Сюе Вэй
Сюэ Вэй (кит. 薛伟, Xue Wei; род. 1963) — китайский скрипач.
Учился у различных китайских педагогов (прежде всего, у Линь Яоцзи), в 1981 г. выиграл общенациональный конкурс скрипачей. Затем обучался в Гилдхоллской школе музыки у Ифры Нимана. В 1986 году занял второе место на Международном конкурсе имени П. И. Чайковского в Москве и стал абсолютным победителем Конкурса скрипачей имени Карла Флеша в Лондоне (главный приз и несколько специальных). С 1989 года преподаёт в Королевской академии музыки.
Наряду с западным академическим репертуаром Сюе Вэй исполняет и классическую китайскую музыку. Так, один из его первых альбомов наряду с Концертом для скрипки с оркестром Феликса Мендельсона включал и концерт «Бабочки-любовники», известное произведение китайской музыки XX века по мотивам народной легенды. Среди других записей Сюе Вэя — концерты Иоганна Себастьяна Баха (с Английским камерным оркестром), Иоганнеса Брамса и Макса Бруха (с оркестром Филармония) и др.